# Yan Liben
Yan Liben (阎立本), född 600, död 673, var en kinesisk konstnär och regeringstjänsteman under Tangdynastin (618–907).
I Tangdynastins kejserliga hov var Yan Liben en hög tjänsteman, men han var även känd som konstnär. Han målade huvudsakligen buddhistiska och daoistiska motiv.  Hans mest kända verk är Den kejserliga rullen (帝王图卷) som är en lång målning på siden föreställande tretton olika utvalda kinesiska kejsare från Handynastin (206 f.Kr till 220) fram till Suidynastin (581–618). Yan Liben är även konstnären bakom stentavlorna Zhaolings sex hästar, och sannolikt var han arkitekten bakom Damingpalatset.

## Urval av Yan Libens verk

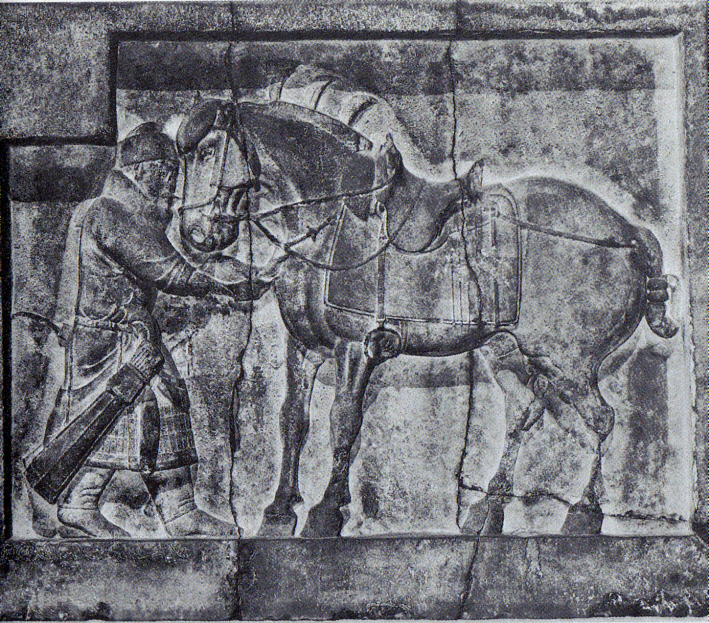
En av stentavlorna av Zhaolings sex hästar.
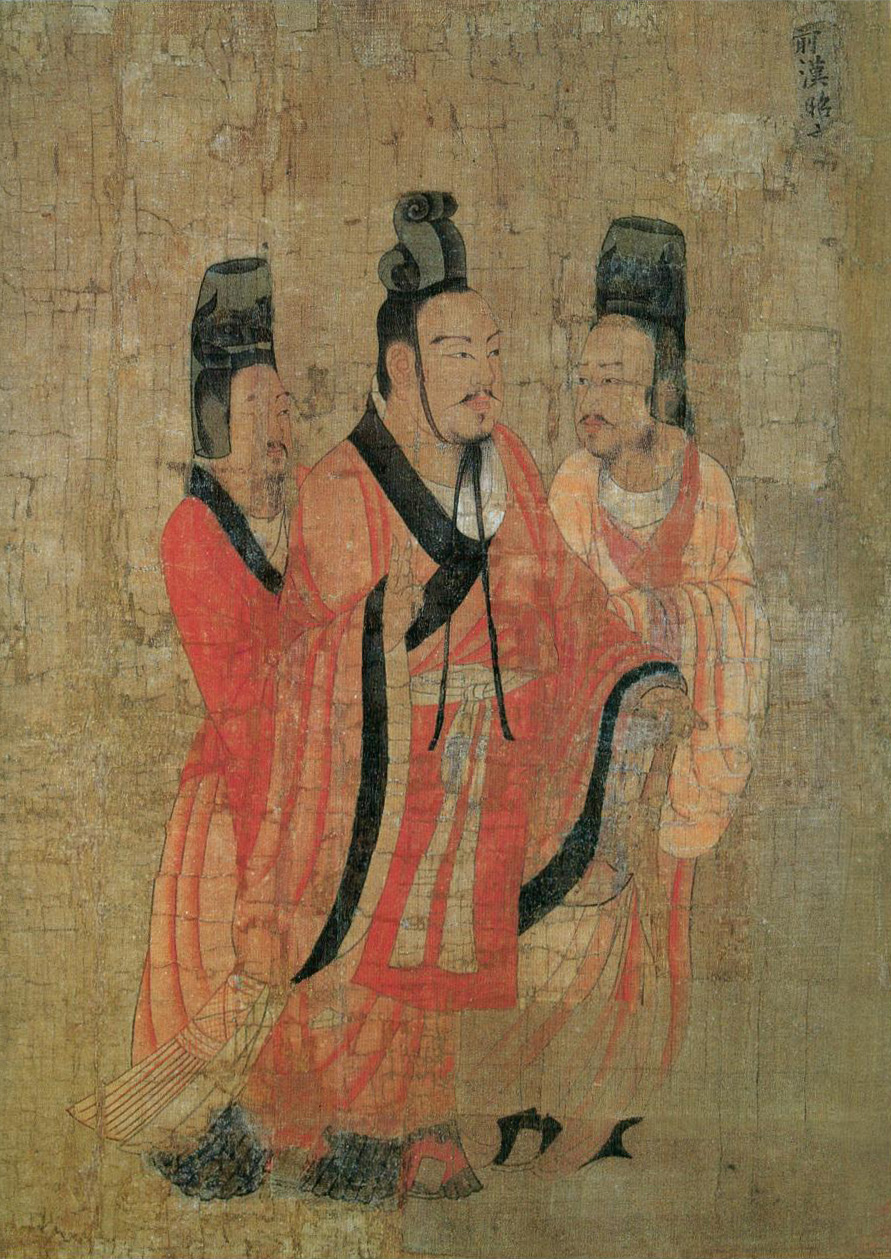
Kejsare Han Zhaodi från Den kejserliga rullen.
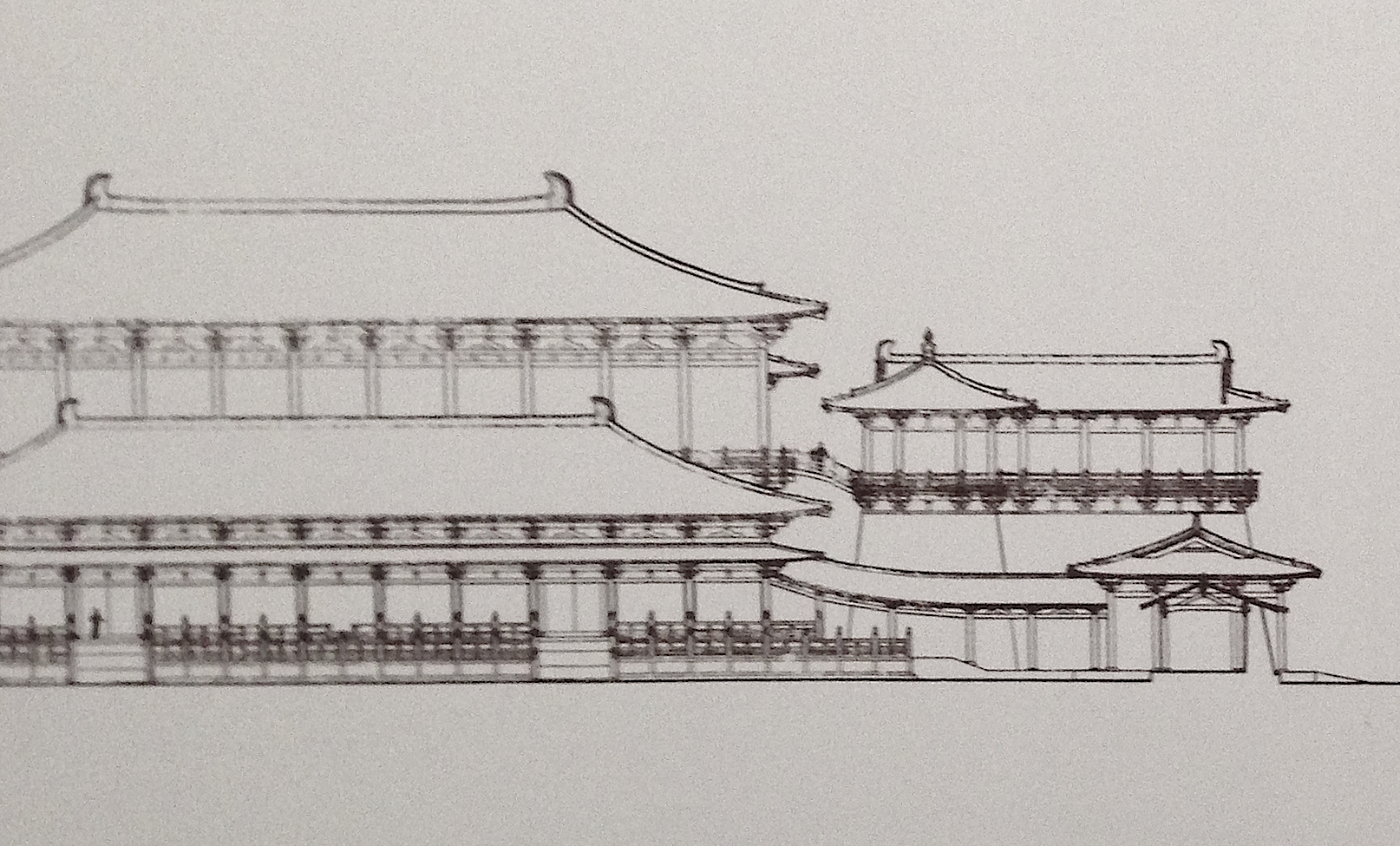
Lindesalen från Damingpalatset.